# Mediaset España
Grupo Audiovisual Mediaset España Comunicación, S.A.U., tidigare Gestevisión Telecinco, S.A., är ett spanskt televisionsnät- och mediaproduktionsbolag. Det är det största televisionsnätet i Spanien.